# Pacal lacandonus
Pacal lacandonus är en spindeldjursart som först beskrevs av Verner Hawsbrook Rowland 1975.  Pacal lacandonus ingår i släktet Pacal och familjen Hubbardiidae. Inga underarter finns listade i Catalogue of Life.